# Вастселийна
Ва́стселийна (эст. Vastseliina) — посёлок в волости Выру уезда Вырумаа, Эстония. 
До административной реформы местных самоуправлений Эстонии 2017 года входил в состав волости Вастселийна и был её административным центром.

## География и описание
Расположен в юго-восточной части Вырумаа в 285 км от Таллина, 24 км от Выру и 75 км от Пскова. Располагается на берегу реки Пиуза недалеко от российской и латвийской границы.
В 3 километрах к востоку от Вастселийна находятся развалины немецкой крепости Нейгаузен. Радиомачта Вастселийна входит в список самых высоких сооружений Эстонии.
Климат умеренный. Официальный язык — эстонский. Почтовый индекс — 65201.

## Население
По данным переписи населения 2021 года, в Вастселийна насчитывалось 663 жителя, из них 638 (96,4 %) — эстонцы.
По данным переписи населения 2011 года в посёлке проживали 620 человек, из них 608 (97,0 %) — эстонцы.
Численность населения посёлка Вастселийна по данным переписей населения:
| Год  | 1959 | 1970  | 1979  | 1989  | 2011  | 2021  |
| ---- | ---- | ----- | ----- | ----- | ----- | ----- |
| Чел. | 809  | ↗ 848 | ↗ 972 | ↘ 926 | ↘ 620 | ↗ 663 |

## Инфраструктура
В посёлке работают Вастселийнаская гимназия и школа-интернат.

## Известные уроженцы
- 1898 — Эдуард Пютсеп, эстонский борец, олимпийский чемпион на Играх 1924 г. в Париже.
- 1944 — Илла Раудик, советская эстонская подводная ориентировщица, лучшая спортсменка Эстонии 1973 года.
- 1968 — Хиллар Цахкна, эстонский биатлонист, бронзовый медалист на ЧМ по биатлону в 1992 г. в Новосибирске.
- 1985 — Сирли Ханни, эстонская биатлонистка, серебряный медалист на ЧМ по биатлону среди юниоров.

## Комментарии
1. ↑  Эстонские топонимы, оканчивающиеся на -а, не склоняются и не имеют женского рода (исключение — Нарва)[8].